# 神前駅 (和歌山県)
神前駅（こうざきえき）は、和歌山県和歌山市神前にある和歌山電鐵貴志川線の駅。駅番号は04。
和歌山市郊外にある小さな停留所である。

## 歴史
- 1916年（大正5年）2月15日：山東軽便鉄道の大橋駅 - 山東駅（現在の伊太祈曽駅）間の開通に際し開業。
- 1929年（昭和4年）11月：社名変更により山東鉄道の駅となる。
- 1931年（昭和6年）4月28日：社名変更により和歌山鉄道の駅となる。
- 1957年（昭和32年）11月1日：和歌山電気軌道との合併により同社鉄道線の駅となる。
- 1961年（昭和36年）11月1日：南海電気鉄道との合併により同社貴志川線の駅となる。
- 2006年（平成18年）4月1日：和歌山電鐵への継承により同社貴志川線の駅となる。

## 駅構造

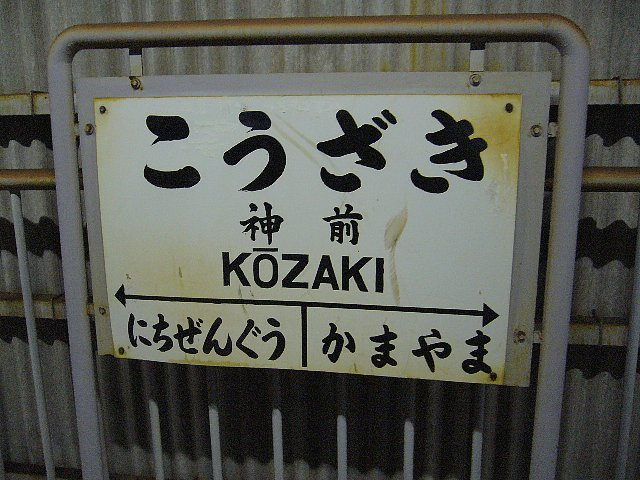
旧駅名標（2006年5月）

単式ホーム1面1線を持つ地上駅。駅舎を持たず、駅の設備としてはホームと上屋を有するのみ。ホームと外とはホームの端の階段で連絡している。
無人駅で、自動券売機や自動改札機などは設置されておらず、スルッとKANSAI対応のカードも使用できない。
貴志川線の各駅は南海時代、様々な時期に駅名標が交換されたため、駅名標の様式が数種類ある。この内、毛筆体の駅名標が残るのは当駅のみとなっていたが、和歌山電鐵転換後に新しいものとなっている。

## 利用状況
2020年（令和2年）度の調査結果では、1日平均乗降人員は607人である。
各年度の1日平均乗降人員は下記の通り。
| 年度   | 1日平均 乗降人員 |
| ------ | ---------------- |
| 1980年 | 1,040            |
| 1985年 | 896              |
| 1990年 | 929              |
| 1995年 | 948              |
| 2000年 | 1,069            |
| 2001年 | 1,032            |
| 2002年 | 776              |
| 2003年 | 760              |
| 2004年 | 741              |
| 2005年 | 729              |
| 2006年 | 742              |
| 2007年 | 742              |
| 2008年 | 740              |
| 2009年 | 727              |
| 2010年 | 725              |
| 2011年 | 721              |
| 2012年 | 715              |
| 2013年 | 756              |
| 2014年 | 755              |
| 2015年 | 672              |
| 2016年 | 638              |
| 2017年 | 628              |
| 2018年 | 604              |
| 2019年 | 575              |
| 2020年 | 607              |
| 2021年 | 610              |

## 駅周辺
この駅は和歌山市郊外の田園地帯にあるが、まだこの駅の周辺は開けており、民家なども多い。特にこの駅の北東には和歌山市営の岡崎団地がある。
この駅の東側にある標高102.2 mの福飯ヶ峯の南側を貴志川線は迂回し、この駅から交通センター前駅まで弧を描くように進む。貴志駅方面列車なら左側、和歌山方面列車なら右側の車窓に福飯ヶ峯は見える。なおこの駅からまっすぐ西へ2 Kmほど進むと紀勢本線（きのくに線）の宮前駅がある。
- 福飯ヶ峯
- 和歌山市営岡崎団地
- 和歌山市営あけぼの団地
- 和歌山井辺郵便局
- 宮前駅 - 西日本旅客鉄道（JR西日本）紀勢本線（きのくに線）
- 和歌山市民球場
- 島精機製作所
- 和歌山県道136号秋月海南線
- ラ・ムー 和歌山東店

かつては和歌山県道136号沿いに和歌山バス「神前」停留所があり、95系統（亀川線（JR和歌山駅 - 海南藤白浜））が経由していたが、同路線は2012年（平成24年）9月30日をもって廃止した。現在は同停留所を経由する路線は存在しない。

## その他
- トミーテックのキャラクターコンテンツ、鉄道むすめに「神前みーこ」というキャラクターが存在する。このキャラクター名の「神前」部分は、当駅から採用された[3]。

## 隣の駅
和歌山電鐵
■貴志川線
日前宮駅 (03) - 神前駅 (04) - 竈山駅 (05)
- （）内は駅番号を示す。